# Mouvement antimondialisation
Ne doit pas être confondu avec Altermondialisme.

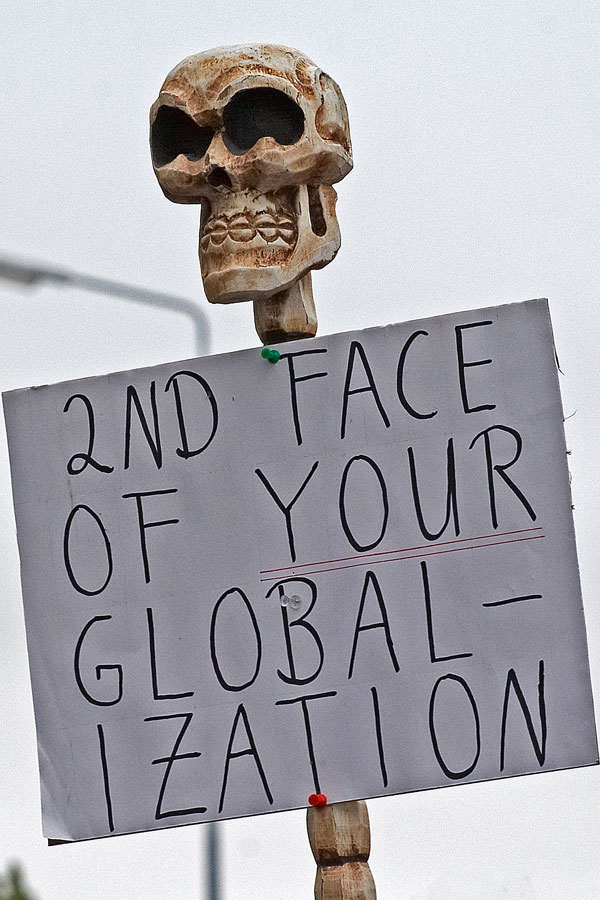
Protestation antimondialiste contre le du G8 à Heiligendamm, 2007.

Le mouvement antimondialisation est un mouvement social qui se montre critique face à la mondialisation économique. Le mouvement peut aussi se référer aux mouvements altermondialistes ou à d'autres mouvements s'opposant à la « mondialisation néolibérale ».

## Origines
En 1999, lors de la réunion de l'Organisation mondiale du commerce, à Seattle, une opposition d'ampleur du mouvement antimondialisation s'est révélée, qui s'était déjà également exprimée en d'autres occasions, dont notablement à Vancouver, lors du Sommet de l'APEC, en 1997.

## Distinction altermondialisation/antimondialisation
Selon certains, le dénominateur commun de la mouvance n'est pas de s'opposer à la mondialisation elle-même — terme qui signifie, littéralement, le fait de devenir mondial —, mais bien à la mondialisation de l'économie de marché et de la « pensée néolibérale ».
Par certains aspects la mouvance serait progressiste, par d'autres réactionnaire, ce qui expliquerait la distinction entre alter/anti-mondialisation.
L'accusation de réactionnaire est parfois retournée contre des mouvements qui s'identifient comme progressistes, ainsi du mouvement anti-OGM, celui contre les centrales nucléaires, des partisans du principe de précaution, des écologistes de gauche ou celui des altermondialistes,.
Les membres de ce mouvement radical, de ce fait appelé aussi altermondialisme radical, sont considérés par d'autres altermondialistes comme entretenant une confusion avec leur propre appellation, laquelle caractérise pour eux une démarche de contre-proposition, comme la recherche de nouvelles voies pour une mondialisation plus solidaire, et non une opposition à toutes formes de mondialisation. Les altermondialistes considèrent que cette "confusion" est aussi entretenue par les sceptiques au mouvement alter mondialiste, qui voient dans ses discours et modes d'actions une certaine ambiguïté pouvant amener à douter de ses intentions, voire à l'assimiler aux forces réactionnaires, isolationnistes et communautaristes.
Le terme "antimondialisation" est aujourd'hui de moins en moins utilisé en France et en Belgique pour qualifier l'altermondialisme. Il demeure toutefois une coexistence des deux termes au Canada. Certaines personnes telles André Bellon ou les mouvements d'extrême droite s'en réclament, en opposition au terme d'altermondialisme.
Les antimondialistes ont pris pour habitude de récupérer dans leurs arguments, de façon fragmentaire des éléments ayant trait au caractère jugé injuste de certaines dispositions de la mondialisation actuelle développés par ceux qui se définissent altermondialistes. Toutefois, les altermondialistes considèrent leurs réponses, bien que plurielles, comme totalement différentes de celles des antimondialistes.

## Positions, origines, actions
Il existe, chez les activistes opposés à une société interagissant avec le reste du monde, qui viennent des milieux fondamentalistes, communautaristes, nationalistes des factions violentes. Certains observateurs voient dans les attentats du 7 juillet 2005 à Londres qui semblaient viser le G8, une action des antimondialistes (le G8 souvent considéré comme symbole de la mondialisation qui ne bénéficierait qu'à des privilégiés).
Certains prônent le nationalisme et un retour aux valeurs «traditionnelles» en matière de mœurs, ainsi qu'une intégration des immigrés à leur culture. D'autres prônent la musique, la variété des races, et un système plus équitable[réf. nécessaire]. Certaines approches préconisent un abandon des progrès scientifiques et techniques au profit de réponses religieuses (dans le domaine de la biologie, cela conduit au soutien des concepts créationnistes)[réf. nécessaire].

## Critique
La critique de ce mouvement porte sur ses origines politiques et ses fondements idéologiques, et en particulier économiques. Certains de ses membres peuvent être issus de groupes d'extrême droite et plus rarement de groupuscules se considérant comme appartenant à la gauche radicale (en raison de la vision internationaliste de la majeure partie de la gauche radicale, il existerait une certaine incompatibilité entre les thèses antimondialistes et la pensée de l'essentiel de la gauche).
Du point de vue des partisans du libéralisme économique, ses positions parfois en faveur du protectionnisme économique et son souhait (lui aussi pas unanime) de réguler le marché se basent sur une analyse discutable du fonctionnement de l'économie. Les positions protectionnistes sont d'ailleurs perçues comme ironiques car elles sont considérées par beaucoup d'économistes comme particulièrement néfastes, en premier lieu, aux pays du Sud[réf. nécessaire].